# Meranoplus glaber
Meranoplus glaber é uma espécie de formiga do gênero Meranoplus, pertencente à subfamília Myrmicinae.